# Pyrellina bicolor
Pyrellina bicolor är en tvåvingeart som först beskrevs av Stein 1918.  Pyrellina bicolor ingår i släktet Pyrellina och familjen husflugor. Inga underarter finns listade i Catalogue of Life.